# SunExpress
SunExpress Güneş Ekspress Havacılık A.Ş.(code AITA XQ ; code OACI : SXS) est une compagnie aérienne à bas prix turque fondée en 1989. 
Son siège est situé à Antalya, en Turquie.
À partir de ses bases Antalya, Istanbul-Sabiha Gökçen et Izmir, SunExpress assure des vols charter, mais également quelques vols réguliers, entre l'Europe de l'Ouest et les stations balnéaires en Turquie et autres destinations sur le bassin méditerranéen, notamment en Égypte. 

## Histoire

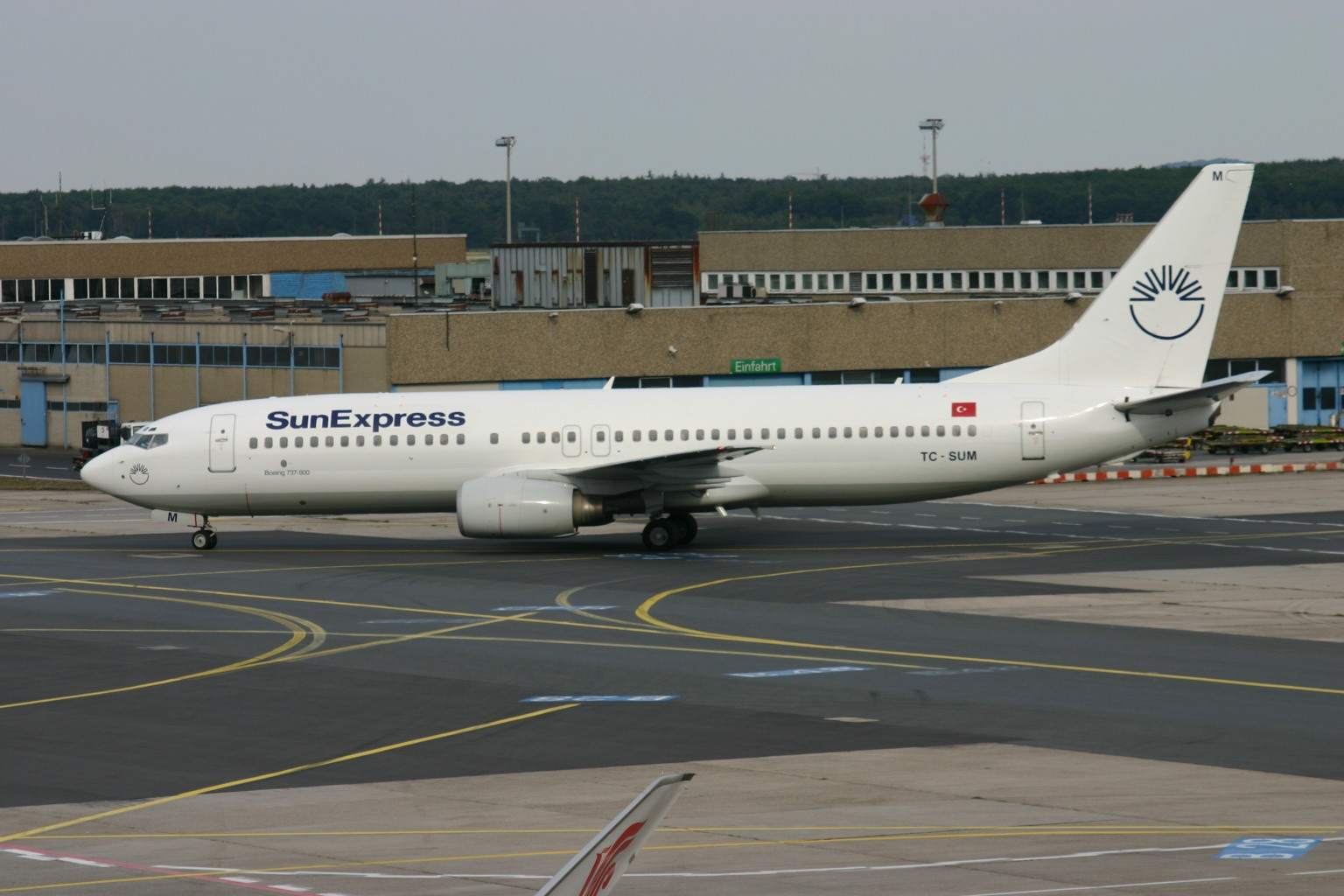
Boeing 737

La compagnie fut créée en 1989 en tant que coentreprise entre Lufthansa et Turkish Airlines, avec au départ un Boeing 737-300 et 64 salariés. En 1995, Lufthansa transfère sa participation à Condor afin de regrouper l'ensemble des activités touristiques sous le pavillon de cette compagnie.
En 2001, SunExpress est la première compagnie privée turque à effectuer des vols internationaux, avec un Antalya-Francfort-sur-le-Main comme premier vol.
En 2006, la compagnie ouvre une seconde base à Izmir destinée aux vols intérieurs. Elle devient à cette occasion la première compagnie à connecter Izmir à l'Anatolie en vol direct.
En février 2007, dans le cadre du rachat de Condor par Thomas Cook, Lufthansa récupère à nouveau sa participation dans SunExpress.
En mai 2010, la société lance une toute nouvelle identité visuelle, avec un nouveau logo, une nouvelle livrée et des uniformes dans les nouvelles couleurs. Elle réceptionne le premier des six nouveaux Boeing 737-800 commandés.
SunExpress inaugure le SunExpress Plaza en 2012, le nouveau bâtiment rassemblant ses bureaux à Antalya. Le bâtiment est construit de façon écoresponsable.

### SunExpress Deutschland
Depuis le 8 juin 2011, SunExpress dispose d'une filiale allemande, SunExpress Deutschland GmbH, qui opère avec sa propre licence et sa propre flotte (15 Boeing 737-800 d'un âge moyen de 13,4 ans au 28 juillet 2016). SunExpress Deutschland est basé à l'aéroport de Francfort-Rhein/Main. Son code AITA (XG) et son code OACI (SXD) diffèrent de ceux de SunExpress, mais la compagnie allemande et sa mère turque utilisent une seule marque, une seule identité visuelle et les mêmes canaux de commercialisation[réf. nécessaire].
Le 3 décembre 2014, le conseil de surveillance de Lufthansa a approuvé le concept « Wings » défendu par les dirigeants de la compagnie allemande. Il prévoit de réunir, à partir de fin 2015, les opérations de Germanwings et Eurowings sous le pavillon de la « nouvelle Eurowings » qui deviendra ainsi la marque low cost unique du groupe Lufthansa. Les liaisons long courrier commercialisées sous la marque Eurowings (Dubaï, Bangkok, Phuket, Varadero, Bridgetown et Punta Cana sont cités comme premières destinations) seront en réalité opérées par SunExpress Deutschland pour le compte d'Eurowings avec jusqu'à sept Airbus A330-220 stationnés à l'aéroport Cologne/Bonn. Ce projet est considéré comme le premier produit « long-courrier low cost » européen.
Le 23 juin 2020, il est annoncé que la filiale SunExpress Deutschland va cesser ses opérations serait liquidée. Les routes jusqu'alors opérées par celle-ci seront partiellement reprises par SunExpress et Eurowings.

## Flotte

### Flotte actuelle

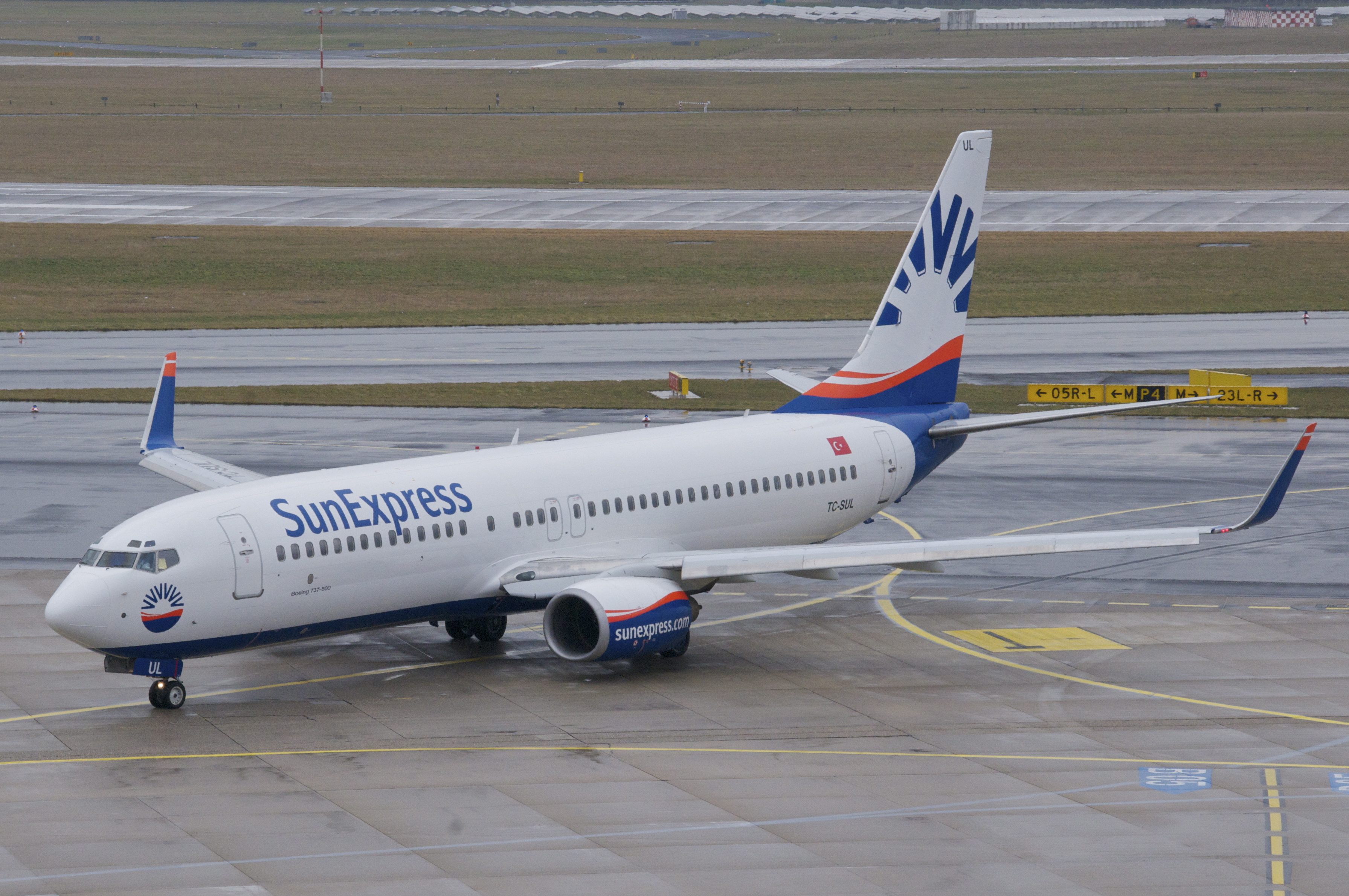
Boeing 737-800 de SunExpress dans la livrée actuelle.

En octobre 2020, les appareils suivants sont en service au sein de la flotte de SunExpress:
| Type             | En service | Commandes | Remarques                                                       |
| ---------------- | ---------- | --------- | --------------------------------------------------------------- |
| Boeing 737-800   | 53         | 11        | Dont 20 exploités par Anadolu Jet et 1 exploité par AtlasGlobal |
| Boeing 737 MAX 8 | 9          | 16        |                                                                 |
| Airbus A320      | 3          | —         | Saison estivale seulement exploitée par Avion Express           |
| Total            | 67         | 27        |                                                                 |

### Flotte retirée

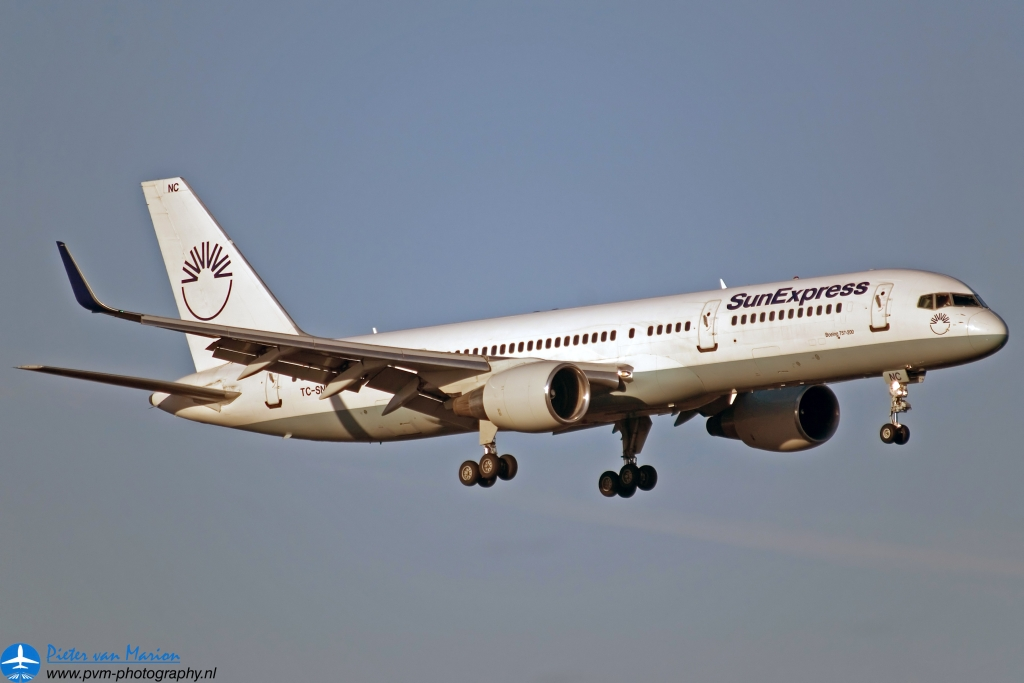
Un ancien Boeing 757 de la compagnie

SunExpress a opéré par le passé les avions suivants : 
- Boeing 737-300
- Boeing 737-400
- Boeing 737-700
- Boeing 757-200
- Airbus A320

## Livrées spéciales

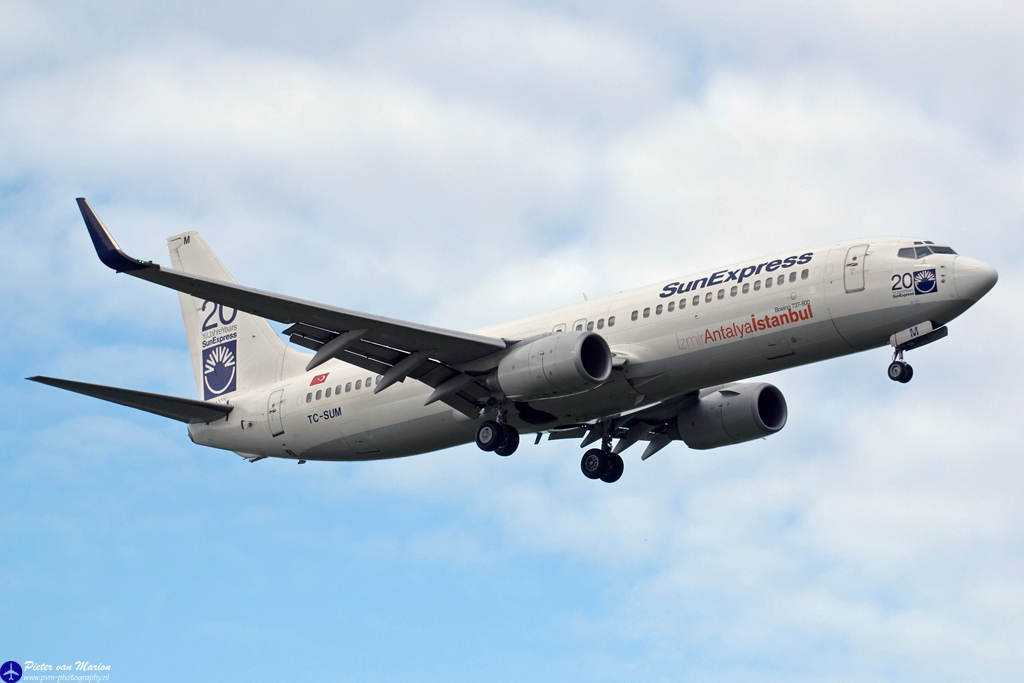
Boeing 737
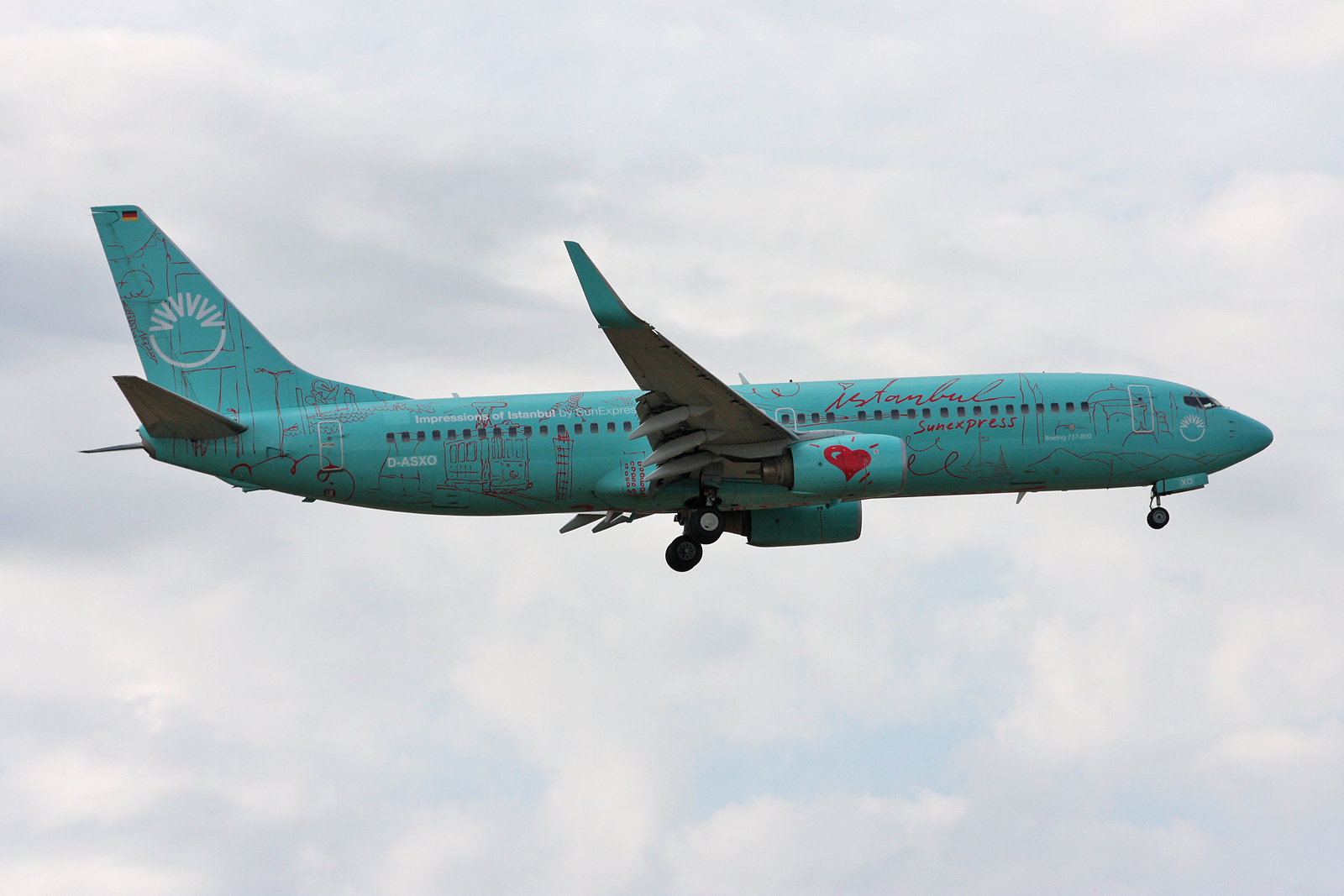
Livrée "Impressions of Istanbul by Sun Express"
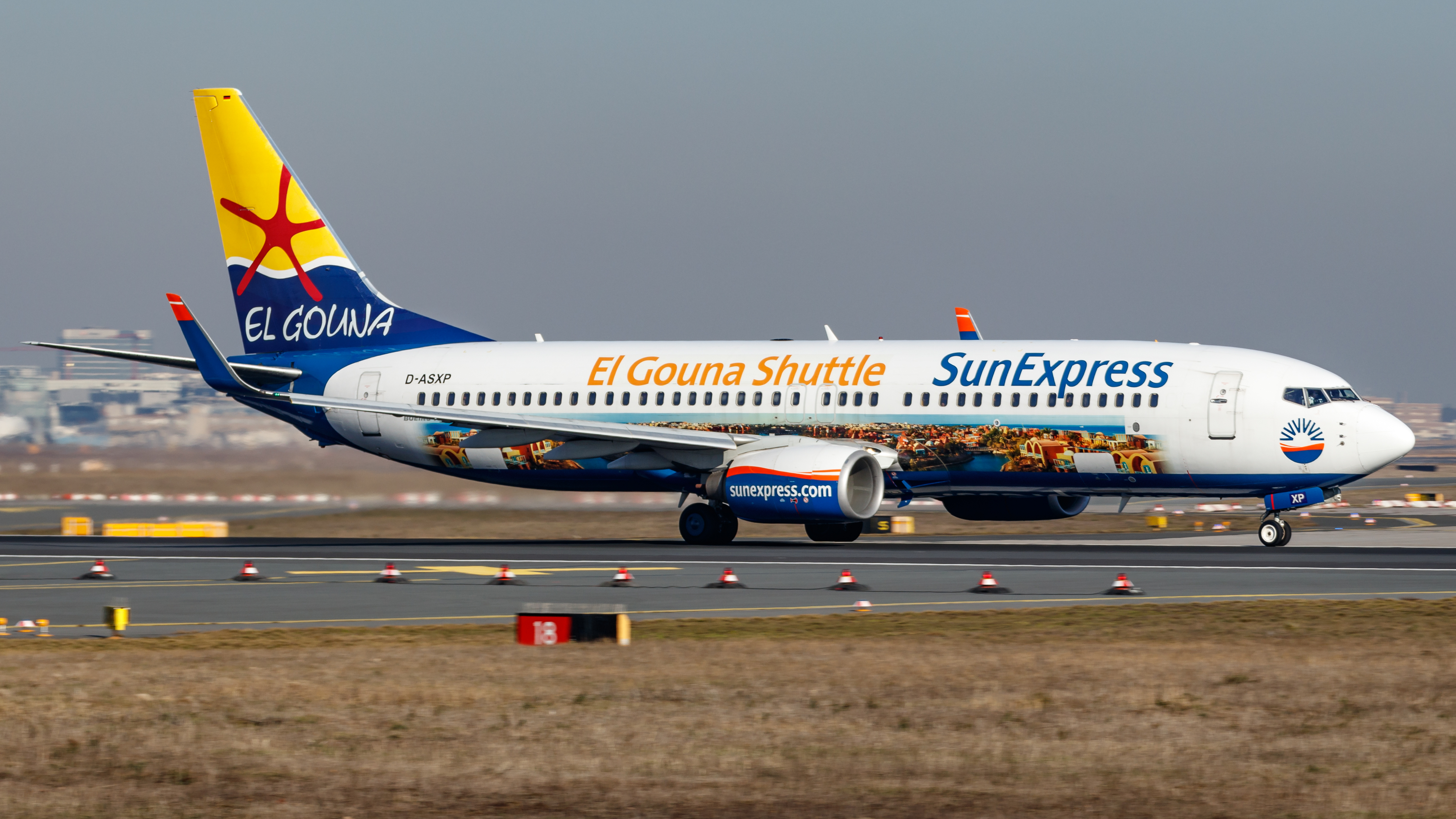
Livrée "El Gouna Shuttle"
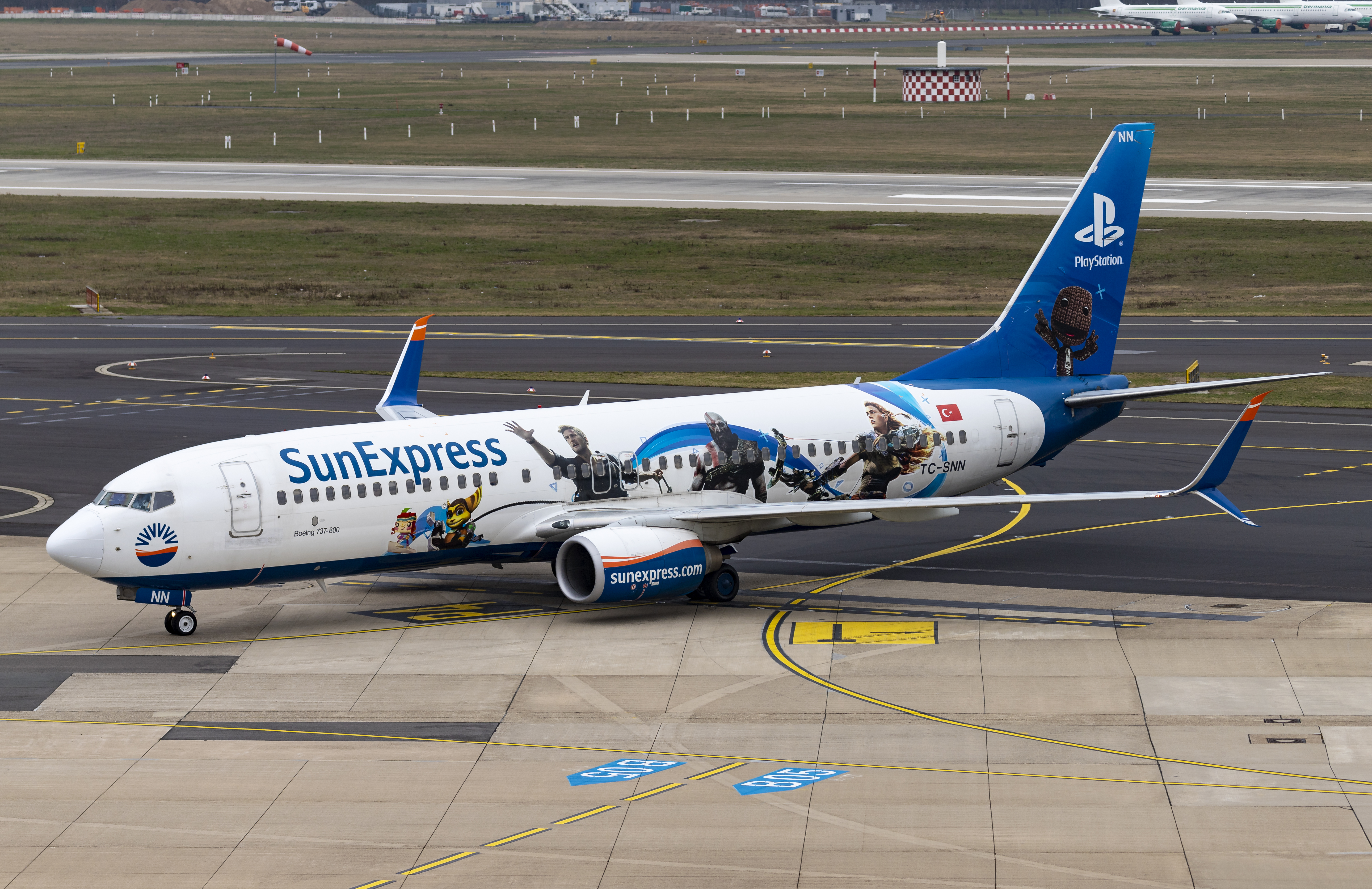
Livrée "Playstation"
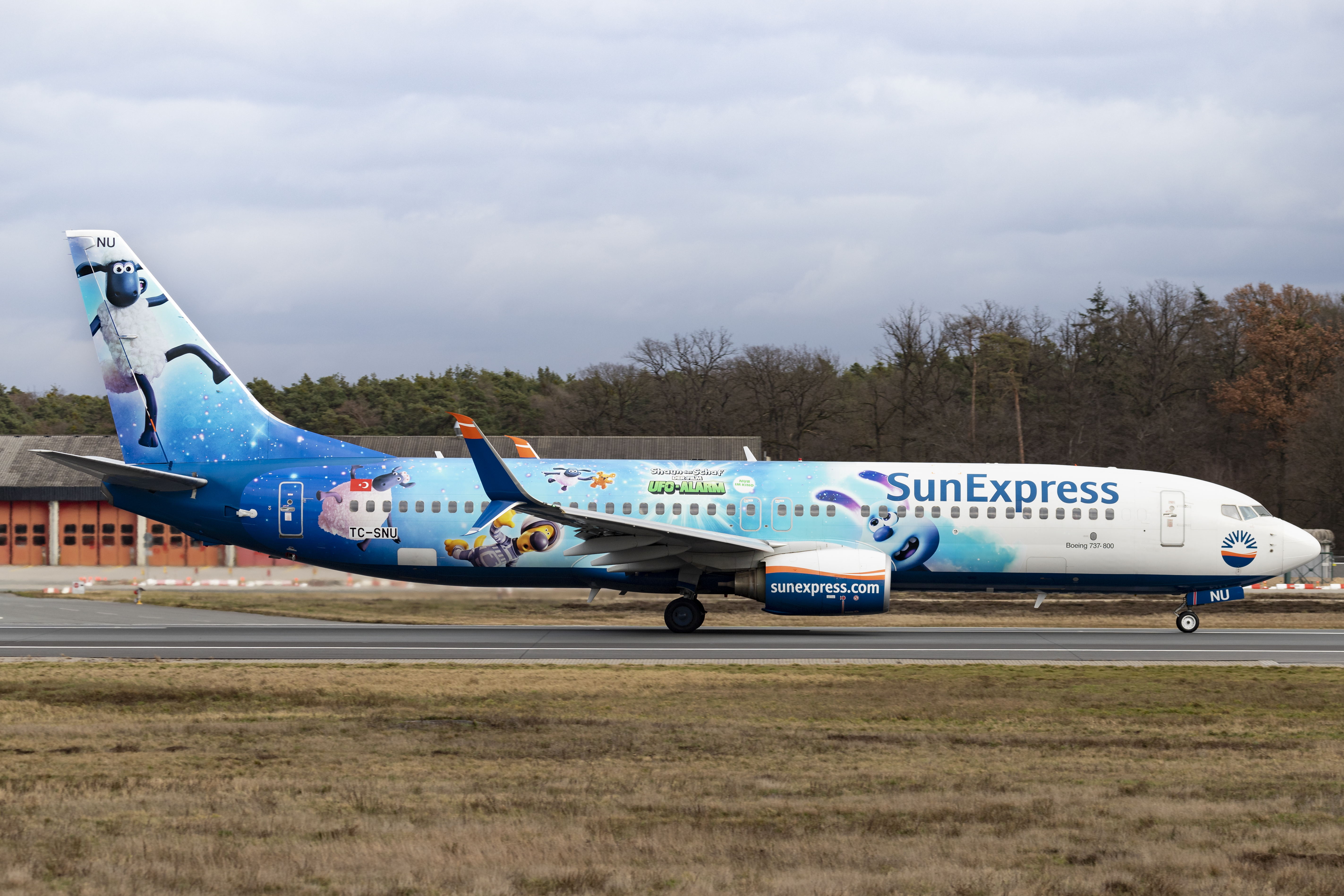
Livrée  "Shaun das Schaf – Der Film, UFO-Alarm"

## Annexe